# Private Omroep Federatie
De Private Omroep Federatie (POF vzw) is de maatschappij die de Vlaamse commerciële zenders vertegenwoordigt in het medialandschap, maar ook op juridisch en politiek vlak.
De POF bestaat sinds 6 mei 2011 officieel, alhoewel er al vanaf 2004 klachten werden gebundeld door verschillende Vlaamse mediahuizen onder de naam van de POF.
De POF is het commercieel tegenovergestelde van de VRT, de Vlaamse Radio- en Televisieomroeporganisatie, die wordt gefinancierd met overheidssteun van de belastingbetaler.

## Bedrijven die deel uitmaken van de POF
- VMMa nv: Vlaamse Media Maatschappij
  - Vtm
  - 2BE, hetzij anders vermeld: VTM II (het vroegere KanaalTwee)
  - Het Nieuws, hetzij anders vermeld: programma op VTM: meerdagelijks nieuwsmagazine - Benaming VTM-redactie
  - JIM, addendum: jeugd- en jongvolwassenenzender van de Vlaamse Televisie Maatschappij (Vtm) en tv-partner van Q-music Vlaanderen
  - Vitaya
  - Vitaliteit
  - vtmKzoom, addendum: kinder- en jongerenzender van de Vlaamse Televisie Maatschappij (Vtm)
  - VTM HD
  - VMMtv, de regie van de hierboven vermeldde tv-stations
  - Q-music, addendum: VTM-radio I
  - JOEfm, addendum: VTM-radio II
  - QGroup, addendum: het bedrijf achter de VTM-radiostations
  - iWatch en www.iWatch.be
  - Jim Mobile
  - Puntavista
  - Starway, addendum: 1. Starway Film distibution, 2. Starway Entertainment
  - VTM Koken, addendum: online digitaal platform van de VMMa-kookprogramma's
- SBS Belgium nv: Scandinavian Broadcasting System, De vijver nv
  - VT4
  - VijfTV
- Roularta Media Group nv: mede-aandeelhouder (50%) in de VMMa-groep en uitgever van diverse dag- en weekbladen
- Concentra Media Group nv
- MTV Networks Belgium nv

## Doel
De belangen van de Vlaamse commerciële zenders verdedigen

## Eerste voorzitter
De Eerste voorzitter is Ernest Bujok, directeur Audiovisuele Media bij Concentra